# 哈立德·阿薩爾
哈立德·阿薩爾（Khalid Assar，1992年12月10日—），埃及男子乒乓球運動員。他代表埃及參加2016年夏季奧林匹克運動會男子單打及男子團體比賽。他也曾在2015年全非運動會上收穫三枚獎牌。